# Hyaenosa effera
Hyaenosa effera är en spindelart som först beskrevs av O. Pickard-Cambridge 1872.  Hyaenosa effera ingår i släktet Hyaenosa och familjen vargspindlar. Inga underarter finns listade i Catalogue of Life.